# 法國國家男子手球隊

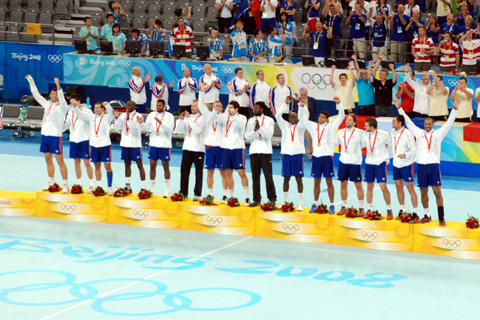
法國國家手球隊（2008年北京奧運會頒獎儀式）

法國國家男子手球隊是由法國手球聯合會於1992年所創立，是歐洲成績最佳的手球隊。

## 世界锦标赛成績
- 冠軍：4 (1995年, 2001年及2009年, 2011年)
- 亞軍：1 (1993)
- 季軍：3 (1997, 2003, 2005)

## 歐洲锦标赛成績
- 冠軍：3 (2006年，2010年，2014年)

## 奧運會成績
- 冠軍：3 (2008年、2012年、2020年)